# عباس‌قلی آقا باکیخانف
عباس‌قلی آقا باکیخانف (ترکی آذربایجانی: Abbasqulu ağa Bakıxanov Qüdsi) شاعر، نویسنده، تاریخ‌نگار، خبرنگار، زبان‌شناس و فیلسوف اهل آذربایجان بود، که ۲۱ ژوئن سال ۱۷۹۴ در روستای امیرجان خانات باکو به دنیا آمده بود.
عباس‌قلی آقا باکیخانف که از مهم‌ترین روشنفکران قرن ۱۹ آذربایجانی محسوب می‌شود، با اثر «گلستانِ اِرَم» خود که به فارسی نوشت، بنیان تاریخ‌نگاری را در این کشور گذاشت. وی با لقب «قدسی» اشعاری به زبان‌های فارسی و عربی سروده است. او همچنین یکی از بنیان‌گذاران محفلی ادبی- علمی موسوم به «گلستان» در قُبه (۱۸۳۵) بوده است. در دههٔ ۱۸۲۰ که در ارتش روسیه تزاری سربازی می‌کرد، در فرایند امضای عهدنامه‌های گلستان و ترکمنچای به عنوان مترجم حضور یافت.

## زندگی‌نامه
عباس‌قلی آقا باکیخانف در ۲۱ ژوئن سال ۱۷۹۴ در خانواده ای ثروتمند در ده امیرجان باکو چشم به دنیا گشود. پدرش «محمد میرزا خان دوم» نمایندهٔ سلسلهٔ خانان باکو و مادرش خانم «سفیا» که به دین اسلام گراییده بود، اهل کشور گرجستان بود. عباس‌قلی تا ۸ سالگی در باکو بزرگ شد؛ و لیکن در سال ۱۸۰۲، پس از آنکه پدرش مبارزه بر سر رسیدن به قدرت را به پسر عمویش «حسین‌قلی خان» باخت، وادار شد با خانواده اش، به روستای امسار قوبا که، روزگاری فتحعلی شاه به او اهدا کرده بود، منتقل گردد.
عباس‌قلی آقا تا سال ۱۸۱۹ در این روستا به سر برده و به تحصیلات خود ادامه داد. آنجا به زبان‌های فارسی و عربی تسلط پیدا و آثار زیادی به این زبان‌ها مطالعه نمود. همزمان با یادگیری زبان‌های شرقی، در تلاش بود ادبیات، الهیات و فلسفه را نیز در سطح بالا یاد بگیرد.
در سال ۱۸۱۹، با دعوت الکسی یرمولوف، ژنرال ارتش شاهنشاهی روسیه در قفقاز راه تفلیس را در پیش گرفته و به عنوان مترجم زبان‌های شرقی در «ادارهٔ کل نظامی قفقاز» گماشته شد. وی در تفلیس با چهره‌های ادبی زیادی از کشورهای مختلفی آشنا شد. عباس‌قلی آقا باکیخانف در سال ۱۸۴۷ هنگام مسافرت از مکه به مدینه در جایی موسوم به «وادی فاطمه» بر آثار ابتلا به طاعون زندگی را بدرود گفت و در آنجا به خاک سپرده شد.

## خلاقیت ادبی
خلاقیت عباس‌قلی آقا از آثار ادبی و علمی رنگارنگی سرشار می‌باشد. از آثار ادبی اش می‌توان داستان‌های «ریاض القدس» و «مشکاة الانوار» و قصاید، غزلها، رباعیها، مثنویها، قصه‌های منظوم، حکایتها و غیره… را برشمرد.

### داستان‌ها
داستانهای «معراج خیال» و «مجلس فرنگ» که، وی هنگام اقامت در ورشو به سبک خودزندگی‌نامه به فارسی نوشت از نظر ساخت ادبی، بکارگیری لطافت‌های زبان و روش نوشتاری شباهت‌های زیادی با «شکایت‌نامه» هایی دارند، که در ادبیات سنتی خاورزمین متداول می‌باشد.

### آثار علمی
عباس‌قلی آقا باکیخانف یکی از علمای بزرگ در تاریخ آذربایجان به حساب می‌آید. وی با تحریر آثار علمی چون «قانون قدسی»، «اسرار ملکوت»، «تهذیب الاخلاق»، «عین المیزان» و «گلستان ارم» آوازهٔ بسزایی پیدا کرد. محتوی اثر «قانون قدسی» دستور زبان فارسی است.

## آثار
- ریاض القدس (باغهای مقدس ، 1820). اولین کتاب خود (در آذربایجان) را تحت تأثیر مذهبی نوشت.
- مشکات الانوار (  1829) داستان از افسانه ها ، مثل ها و همچنین برخی از نقل قول ها از قرآن و اشاراتی به عرفان صوفی است که با هدف حفظ ارزش های اجتماعی و اخلاق در جامعه انجام شده و به زبان فارسی نوشته شده است.
- کشف الغرایب (کشف ناشناخته ها ، 1830) از کتابهای مدرسه بود که  در سال 1830 به زبان فارسی نوشت و کشف قاره آمریکا را توصیف می کند.
- قانون قدسی (قانون مقدس ، 1831) اولین کتاب تاریخ بود که کاملاً به دستور زبان فارسی اختصاص داشت. در ابتدا در سال 1831 به زبان فارسی نوشته شده بود ، در سال 1841 به روسی ترجمه شد و به یکی از پایه های توسعه ایرانی در روسیه تبدیل شد.
- کتاب عسکریه ( 1837) اولین کتاب داستانی باکخانوف بود: یک داستان عاشقانه از دو جوان ، که توسط جامعه متعصب که در آن زندگی می کردند ، مورد آزار و اذیت قرار گرفتند. این کتاب به زبان آذری نوشته شده است.
- اسرار الملکوت (اسرار آسمانها ، 1839) مقدمه ای برای نجوم است ، به زبان عربی نوشته شده است ، بعداً توسط خودش به فارسی ترجمه شده و توسط سئید şere hayâtîzâde به عثمانی ترجمه شده است.

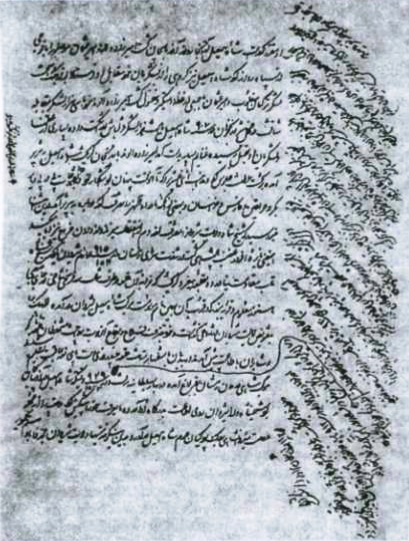
برگی از کتاب گلستان ارم

- برگی از کتاب گلستان ارمگلستان ارم (باغ گل شکوفه ، 1841) از آثار مهم وی نوشته شده به زبان فارسی است و به تاریخ قفقاز شرقی از دوران باستان تا 1813 اختصاص داده شده است. ترجمه انگلیسی این اثر توسط Willem Floorویلم فلور و حسن جوادی انجام شده است و در سال 2009 توسط انتشارات میگ منتشر شده است

## مرگ
در سال ۱۸۴۵، برای انجام مناسک حج رهسپار مکه شد. هنگام مسافرت به مکه شاه قاجار وی را به حضور پذیرفت و به او نشان افتخار شیر و خورشید اهدا نمود. عباس‌قلی آقا بعداً به شهرهای اصفهان، یزد، شیراز و کرمانشاه سفر کرد. در قسطنطنیه عباس‌قلی آقا با سلطان عثمانی که، علاقهٔ خاصی به آثار وی، به ویژه به «اسرار ملکوت» داشت، دیدار و نسخه ای از این اثر به وی اعطاء کرد. بعد از اینجا باکیخانف راهی مکه و مدینه گشت. در راه خود از مکه به مدینه، مبتلا به وبا شد و در ده کوچک «وادی فاطمه» در حجاز دار فانی را وداع گفت.

## جوایز
نشان درجه دوم «آنای مقدس» (۱۸۲۸)
نشان درجه چهارم «ولادیمیر مقدس» (۱۸۲۸)
نشان «آنای مقدس» دوم با تاج امپراتور (۱۸۲۹)
نشان درجه سوم «استانیسلاو مقدس»
نشان افتخار شیر و خورشید آراسته به الماس و الماس درخشان